# Омельянчук, Александр Николаевич
Александр Николаевич Омельянчук (28 июля 1947, Будапешт, ВНР — 10 февраля 2022, Харьков, Украина) — советский и украинский физик, специалист в области физики низких температур. Член-корреспондент Национальной академии наук Украины, доктор физико-математических наук (1990), профессор (2013). Работал профессором и заведующим отделом сверхпроводящих и мезоскопических структур Физико-технического института низких температур имени Б. И. Веркина НАН Украины. Лауреат Государственной премии Украины в области науки и техники (2006).

## Биография
Родился 28 июля 1947 в Будапеште.
В 1965 году окончил среднюю школу в Харькове, а в 1970 году — физический факультет Харьковского университета. Дипломную работу выполнял под руководством М. И. Каганова. С 1972 года работал в Физико-техническом институте низких температур имени Б. И. Веркина НАН Украины. В 1978 году защитил кандидатскую диссертацию на тему «Теория сверхпроводящих слабых связей и микроконтактная спектроскопия металлов», а в 1990 году докторскую диссертацию на тему «Теория кинетических явлений в металлических микроструктурах». В том же году стал ведущим научным сотрудником теоретического отдела. В 2006 году член-корреспондент Национальной академии наук Украины. В 2000—2016 годах заведующий отделом сверхпроводящих и мезоскопических структур. За активную научно-педагогическую работу А. Н. Омельянчуку в 2013 году было присвоено учёное звание профессора по специальности «Физика твёрдого тела». С 2016 года и до самой смерти — главный научный сотрудник отдела сверхпроводящих и мезоскопических структур.
Александр Николаевич скончался 10 февраля 2022 года в Харькове.

## Научная деятельность
В 1986 году Александр Николаевич стал соавтором открытия «Явление перераспределения энергии носителей тока в микроконтактах при низких температурах», что зарегистрировано комитетом по открытиям СССР под № 328. В 1988 году под руководством Омельянчука была создана теория микроконтактной спектроскопии, которая была зарегистрирована как открытие. Александр Николаевич интересовался широким спектром научных проблем: слабая сверхпроводимость, неравновесные явления в сверхпроводниках, возбуждаемые, дискретные квантовые системы.
Мировое признание Александр Николаевич получил за развитие им теории когерентных токовых состояний в слабых сверхпроводящих контактах и теория микроконтактной спектроскопии элементарных возбуждений в твёрдых телах.
Был членом многих редколлегий журналов. Состоял в Научном совете ВФА НАН Украины по проблеме «Физика низких температур и криогенная техника», являлся членом Специализированного Совета по защите докторских диссертаций, входил в состав редколлегии журнала «Физика низких температур». В рамках международного сотрудничества с учёными Германии, Канады, Нидерландов, Японии им проводились теоретические и экспериментальные исследования по созданию новейшей элементной базы для квантовых компьютеров.
Александр Николаевич стал научным руководителем для четырёх кандидатов наук и двух докторов наук. Среди известных учеников — заведующий отделом сверхпроводящих и мезоскопических структур Сергей Николаевич Шевченко. Более 16 лет он руководил отделом сверхпроводящих и мезоскопических структур в ФТИНТ им. Б. И. Веркина НАН Украины, где возглавлял комплексные экспериментальные и теоретические исследования квантовых когерентных явлений в сверхпроводящих и мезоскопических структурах, разрабатывал на их основе приборы микро- и наноэлектроники нового поколения.

## Награды
Лауреат Государственной премии Украины 2006 года в области науки и техники за цикл научных работ «Эффекты спонтанного нарушения симметрии и фазовые превращения в физике элементарных частиц и физике конденсированного состояния». В 2008 году Александр Николаевич награждён почётным знаком НАН Украины, а в 2016 году Омельянчук
был награждён премией им. Б. И. Веркина НАН Украины за научную работу «Теория и экспериментальная реализация джозефсоновских кубитов для квантовых компьютеров».